# Anarchy Reigns
Anarchy Reigns (マックス アナーキー, Makkusu Anākī, Max Anarchy) est un jeu vidéo de type beat them all développé par Platinum Games et édité par Sega sur PlayStation 3 et Xbox 360.

## Accueil
- Famitsu : 36/40[1]
- Jeuxvideo.com : 12/20[2]